# Charles Tangus
Charles Tangus (4 giugno 1974) è un ex maratoneta e mezzofondista keniota.

## Biografia
Nel 1992 ha partecipato ai Mondiali juniores, piazzandosi tredicesimo nei 5000 m.
Nel 1995 ha vinto una medaglia di bronzo ai Mondiali di mezza maratona, vincendo, nello stesso evento, anche la medaglia d'oro a squadre. Ha partecipato anche ai Mondiali di mezza maratona del 1996, classificandosi in ventottesima posizione.

## Palmarès
| Anno | Manifestazione             | Sede                | Evento       | Risultato | Prestazione | Note |
| ---- | -------------------------- | ------------------- | ------------ | --------- | ----------- | ---- |
| 1992 | Mondiali juniores          | Seul                | 5000 m piani | 13º       | 14'08"85    |      |
| 1995 | Mondiali di mezza maratona | Montbéliard-Belfort | Individuale  | Bronzo    | 1h01'50"    |      |
| 1995 | Mondiali di mezza maratona | Montbéliard-Belfort | A squadre    | Oro       | 3h05'21"    |      |
| 1996 | Mondiali di mezza maratona | Palma di Maiorca    | Individuale  | 28º       | 1h04'18"    |      |
| 1996 | Mondiali di mezza maratona | Palma di Maiorca    | A squadre    | 4º        | 3h09'24"    |      |

## Altre competizioni internazionali
1994
- 7º alla Marvejols-Mende ( Mende), 22,4 km - 1h14'26"
- Oro alla Mezza maratona di Bristol ( Bristol) - 1h02'45"
- Oro alla Mezza maratona di Niort ( Niort) - 1h03'08"
- Oro alla Mezza maratona di Morlaix ( Morlaix) - 1h04'28"
- 22º alla 10 km di Barnsley ( Barnsley) - 30'01"

1995
- 13º alla Maratona di Boston ( Boston) - 2h14'08"
- 38º alla Maratona di New York ( New York) - 2h22'38"
- Oro al Giro dei Due Sassi ( Matera), 11,5 km - 36'53"
- Argento al Giro Città di Arco ( Arco) - 28'23"
- Oro alla Corrida d'Octodure ( Martigny), 9,57 km - 27'44"

1996
- 7º alla Maratona di Boston ( Boston) - 2h10'28"
- 5º alla Maratona di Venezia ( Venezia) - 2h13'00"
- Oro alla Mezza maratona di Berlino ( Berlino) - 1h02'50"

1997
- 12º alla Maratona di Boston ( Boston) - 2h14'34"
- 5º alla Maratona di Amsterdam ( Amsterdam) - 2h11'37"

1998
- Argento alla Maratona di Cesano Boscone ( Cesano Boscone) - 2h11'17"
- 6º alla Maratona di Los Angeles ( Los Angeles) - 2h12'51"
- 7º alla KAAA Road Race ( Kericho), 15 km - 45'33"

1999
- Argento alla Maratona di Enschede ( Enschede) - 2h16'44"
- Oro alla Maratona di Hong Kong ( Hong Kong) - 2h17'00"

2000
- Argento alla Maratona dell'Alto Adige ( Bolzano) - 2h12'33"
- Argento alla Maratona internazionale della pace ( Košice) - 2h15'04"
- 4º alla Maratona di Napoli ( Napoli) - 2h17'11"

2001
- Argento alla Maratona di Firenze ( Firenze) - 2h15'17"
- 7º alla Maratona di Hong Kong ( Hong Kong) - 2h25'34"

2003
- 8º alla Maratona di Torino ( Torino) - 2h18'29"
- Oro alla Mezza maratona di Piacenza ( Piacenza) - 1h02'34"

2004
- 4º alla Maratona di Piacenza ( Piacenza) - 2h23'18"